# AnyDesk
AnyDesk este o aplicație desktop la distanță distribuită de AnyDesk Software GmbH. Programul software proprietar oferă acces de la distanță independent de platformă la computere personale și alte dispozitive care rulează aplicația gazdă. Acesta oferă control de la distanță, transfer de fișiere și funcționalitate VPN. AnyDesk este adesea utilizat în escrocherii de asistență tehnică și alte escrocherii de acces la distanță.

## Companie
AnyDesk Software GmbH a fost fondată în 2014 în Stuttgart, Germania și are în prezent filiale în SUA, China și Hong Kong, precum și un centru de inovare în Georgia.
În mai 2018, AnyDesk a obținut o finanțare de 6,5 milioane de euro într-o rundă Series A condusă de EQT Ventures⁠(d). O altă rundă de investiții în ianuarie 2020 a adus AnyDesk la peste douăzeci de milioane de dolari de finanțare combinată.

## Software
AnyDesk utilizează codecul video proprietar „DeskRT”. Acesta este conceput pentru a permite utilizatorilor o recepție video și sonoră de înaltă calitate și pentru a menține cantitatea de date transmise la un nivel minim.
AnyDesk a încheiat parteneriate cu servicii de monitorizare și gestionare la distanță și de gestionare a dispozitivelor mobile, precum Atera Networks⁠(d) și Microsoft Intune⁠(d).

### Caracteristici
Disponibilitatea funcțiilor depinde de licența utilizatorului individual. Unele caracteristici principale includ:
- Acces la distanță pentru mai multe sisteme de operare (Windows, Linux, macOS, iOS, Android, etc.)
- Transfer și gestionare de fișiere
- Imprimare de la distanță
- VPN
- Acces nesupravegheat
- Tablă albă
- Auto-discovery (analiza automată a rețelei locale)
- Funcția de chat
- API-ul REST
- Clienți personalizați
- Protocol de sesiune
- Autentificare cu doi factori
- Server gazdă individual

## Securitate
AnyDesk utilizează TLS 1.2 cu criptare autentificată. Fiecare conexiune între clienții AnyDesk este securizată cu AES-256. Atunci când se poate stabili o conexiune directă la rețea, sesiunea este endpoint encrypted, iar datele sale nu sunt direcționate prin serverele AnyDesk. În plus, este posibilă lista albă a conexiunilor de primite.

## Abuzuri
AnyDesk este unul dintre numeroasele instrumente utilizate în escrocheriile de asistență tehnică și alte escrocherii de acces la distanță. Poate fi instalat opțional pe computere și smartphone-uri cu permisiuni administrative complete, dacă utilizatorul alege să facă acest lucru. Acest lucru oferă utilizatorului gazdă acces complet la computerul oaspete prin internet și, la fel ca toate aplicațiile desktop la distanță, reprezintă un risc grav de securitate dacă este conectat la o gazdă care nu prezintă încredere.

### Frauda privind accesul mobil
În februarie 2019, Reserve Bank of India a avertizat cu privire la o fraudă bancară digitală emergentă, menționând în mod explicit AnyDesk ca fiind canalul de atac. Procedura generală de înșelătorie este următoarea: escrocii conving victimele să descarce AnyDesk din Google Play Store pe telefonul mobil, de obicei imitând serviciul clienți al companiilor legitime. Apoi, escrocii conving victima să furnizeze codul de acces din nouă cifre și să acorde anumite permisiuni. După obținerea permisiunilor și în cazul în care nu există alte măsuri de securitate, escrocii transferă de obicei bani utilizând interfața unificată de plată din India. O escrocherie similară a avut loc în 2020, potrivit poliției cibernetice din Kashmir.  Aceeași metodă de furt este utilizată pe scară largă la nivel internațional, fie pe telefoane mobile, fie pe computere: un apel telefonic convinge o persoană să permită conectarea la dispozitivul său, de obicei de la un apelant care pretinde că este un furnizor de servicii pentru a „rezolva problemele cu computerul/telefonul”, avertizând că, în caz contrar, serviciul de internet va fi deconectat, sau de la un apelant care pretinde că este o instituție financiară deoarece „au existat încercări suspecte de retragere din contul dumneavoastră”.

### Gruparea cu ransomware
În mai 2018, firma japoneză de securitate cibernetică Trend Micro a descoperit că infractorii cibernetici au asociat o nouă variantă de ransomware cu AnyDesk, posibil ca o tactică de evaziune care maschează adevăratul scop al ransomware-ului în timp ce acesta își efectuează rutina de criptare.

### Escrocherii legate de asistența tehnică
Escrocii folosesc AnyDesk și alte software-uri similare de birou la distanță pentru a obține acces complet la computerul victimei, dându-se drept o persoană de asistență tehnică. Victimei i se cere să descarce și să instaleze AnyDesk și să le ofere atacatorilor acces. Atunci când se obține accesul, atacatorii pot controla computerul și pot muta fișiere personale și date sensibile.
În 2017, ISP-ul TalkTalk din Regatul Unit a interzis TeamViewer și software-ul similar în toate rețelele sale, după ce escrocii au sunat victimele la rece și le-au convins să le dea acces la computerul lor. Software-ul a fost scos de pe lista neagră după instituirea unui avertisment de înșelătorie. În septembrie 2021, Banca de Stat a Indiei a avertizat clienții să nu instaleze AnyDesk sau aplicații similare. În martie 2022, Biroul Federal de Investigații a emis un aviz de securitate cibernetică în care se menționa că software-ul AnyDesk a fost utilizat în operațiunile grupării ransomware AvosLocker.
În 2023, AnyDesk a anunțat înființarea unui „Grup operativ antifraudă” în parteneriat cu o serie de scam baiters proeminenți într-o inițiativă de combatere a escrocheriilor de asistență tehnică și a abuzului de software de acces la distanță. Grupul operativ i-a inclus pe Jim Browning⁠(d), Kitboga⁠(d) și Scammer Payback.